# Phlegra simoni
Phlegra simoni är en spindelart som beskrevs av Koch L. 1882. Phlegra simoni ingår i släktet Phlegra och familjen hoppspindlar. Inga underarter finns listade i Catalogue of Life.